# Mahdi Camara
Mahdi Camara (ur. 30 czerwca 1998 w Martigues) – francuski piłkarz pochodzenia gambijskiego, grający na pozycji defensywnego lub środkowego pomocnika we francuskim klubie Stade Brestois 29. Były młodzieżowy reprezentant Francji.
Wychowanek FC Martigues oraz AS Saint-Étienne. W swojej karierze grał także w Stade Lavallois. Posiada również obywatelstwo gambijskie.